# Bay R 1531
Bay R 1531 je triciklični triptaminski derivat koji deluje kao selektivni agonist serotoninskog receptora . On je neuspešno istraživan za tretman moždanog udara. Bay R 1531 se i dalje koristi u naučnim istraživanjima.